# نینگ‌آن (هئی‌لونگ‌جیانگ)
نینگ‌آن (به چینی: 宁安市) یک شهر (در سطح شهرستان) در چین است که در تابعیت شهر مودان‌جیانگ (شهر در سطح ولایت)، استان هئی‌لونگ‌جیانگ واقع شده‌است.
نام این شهر، متحول شدهٔ نام منچوی نینگگوتا (به منچو: ᠨᡳᠩᡤᡠᡨᠠ ᡥᠣᡨ᠋ᠣᠨ) به معنای «۶» می‌باشد. این منطقه یکی از قلعه‌ها و دژهای مهم این منطقه از منچوری بوده. دلیل نام‌‌گذاری این منطقه به «شش» این است که در گذشته، حفاظت از این منطقه بر دوش‌های شش نوهٔ رئیس قبیله‌ای از طوائف جورچن، «منگکه تیمور» گذاشته شده بود. در کره‌ای، نام این شهر نیونگان (به کره‌ای: 녕안시) می باشد.
شهر نینگ‌آن در فاصله‌ای ۳۰ کیلومتری در جنوب منطقهٔ‌ شهریِ اصلی شهر مودان‌جیانگ قرار دارد.

## تقسیمات اداری
شهر نینگ‌آن به ۱ ناحیه، ۸ شهرک، ۲ قصبه، و ۲ قصبه قومیتی (یکی مختص کره‌ای‌ها، دیگری مشترکا مختص کره‌ای‌ها و منچوها) تابعه تقسیم شده است. دو «میدان» هم‌سطح قصبه نیز تابع این شهرستان می‌باشند.
- ناحیه «منطقهٔ شهری» (城区街道، Chéngqū jiēdào)

- شهرک بوهای (渤海镇، Bóhǎi zhèn)
- شهرک جینگ‌پو (镜泊镇، Jìngpō zhèn)
- شهرک دونگ‌جینگ‌چنگ (东京城镇، Dōngjīngchéng zhèn)
- شهرک شالان (沙兰镇، Shíyán zhèn)
- شهرک شی‌یان (石岩镇، Shíyán zhèn)
- شهرک لان‌گانگ (兰岗镇، Lángǎng zhèn)
- شهرک نینگ‌آن (宁安镇، Níng'ān zhèn)
- شهرک های‌لانگ (海浪镇، Hǎilàng zhèn)

- قصبه سان‌لینگ (三陵乡، Sānlíng xiāng)
- قصبه ماهه (马河乡، Mǎhé xiāng)

- ‌ قصبه قومیتی کره‌ای وولونگ/واریونگ (卧龙朝鲜族乡، Wòlóng cháoxiǎnzú xiāng)(와룡조선족향، Waryongjosŏnjok hyang)

- ‌ قصبه قومیتی کره‌ای و منچو جیانگ‌نان/گانگنام/گیانگ‌نان
  - (江南朝鲜族满族乡، Jiāngnán cháoxiǎnzú mǎnzú xiāng)
  - (강남조선족만족향، Kangnam chosŏnjok manjok hyang)
  - (ᡤᡳᠶᠠᠩ ᠨᠠᠨ ᠴᠣᠣᡥᡳᠶᠠᠨ ᡠᡴᠰᡠᡵᠠ ᠮᠠᠨᠵᡠ ᡠᡴᠰᡠᡵᠠ ᡤᠠᡧᠠᠨ، giyang nan coohiyan uksura manju uksura gašan)

- ادارهٔ جنگل‌داری دونگ‌جینگ‌چنگ (东京城林业局، Dōngjīngchéng línyèjú)
- میدان زراعتی نینگ‌آن (宁安农场، Níng'ān nóngchǎng)